# Palacio Morosini Sagredo
El palacio Morosini Sagredo o Ca' Sagredo, es un edificio histórico italiano, situado en Venecia, en el distrito de Cannaregio y con vista al Gran Canal entre el Palazzetto Foscari y Palacio Giustinian Pesaro.

## Historia
El edificio fue renovado por encargo de la familia Morosini y por Michele Morosini a partir del año 1382. A principios del siglo XVIII lo compró Gerardo Sagredo, pariente de Nicolò Sagredo y que era parte de la misma familia a la que pertenecía Gerardo di Csanád. Bajo la nueva propiedad, el edificio fue reestructurado nuevamente, bajo la dirección de Andrea Tirali, quien construyó la escalera monumental y realzó el ático con estuco. Tommaso Temanza también participó en las obras: diseñó un nuevo esquema para la fachada, con el objetivo de unificar su apariencia. El proyecto, similar al del Palazzo Grassi, sin embargo, nunca vio la luz, ya que los descendientes de Gerardo Sagredo prolongaron durante varios años una larga disputa judicial relacionada con la herencia. De hecho, Gerardo Sagredo había decidido dejar el palacio a la familia más rica de entre las que heredarían sus bienes, con la esperanza de que su majestuoso proyecto pudiera así culminar sin el problema de las dificultades económicas. Cuando murió el último descendiente de la familia, Agostino, la residencia fue despojada de sus obras de arte. El trabajo de restauración, que duró más de siete años y fue supervisado por la Superintendencia de Bellas Artes de Venecia, devolvió todo su antiguo esplendor al Palacio.

## Descripción
La estructura del edificio es típicamente del siglo XIV y claramente reconocible en otras estructuras similares de la misma época, en las que el comercio, que se bifurcaba a través de los canales, dio lugar al uso de las habitaciones de la planta baja, que rodeaban el patio, como bodegas y oficinas. Hoy, el vestíbulo de un hotel de lujo corresponde al antiguo patio del edificio.

### Exterior
La fachada compleja e inconexa que da al Gran Canal, nos transporta a través de la historia arquitectónica del edificio. La imponente hexáfora del primer piso, flanqueada por ventanas ojivales individuales sostenidas por esbeltas columnas, se colocó inicialmente en el centro del edificio; actualmente aparece descentralizado, como consecuencia de la ampliación realizada posteriormente, respecto a la construcción original, cuya hexáfora se encuentra hoy como la ventana de una suite. La reestructuración del edificio en períodos posteriores incluye la adición del ala derecha en dirección al Campo di Santa Sofia y la inserción de ventanas góticas trilobuladas. Sobre la hexáfora se puede ver una cuadrífora gótica, coronada por cuatro cuadrilóbulos, elementos arquitectónicos que dan gracia a la fachada, haciéndola única y particular, y al mismo tiempo crean encantadores juegos de luz en el interior.

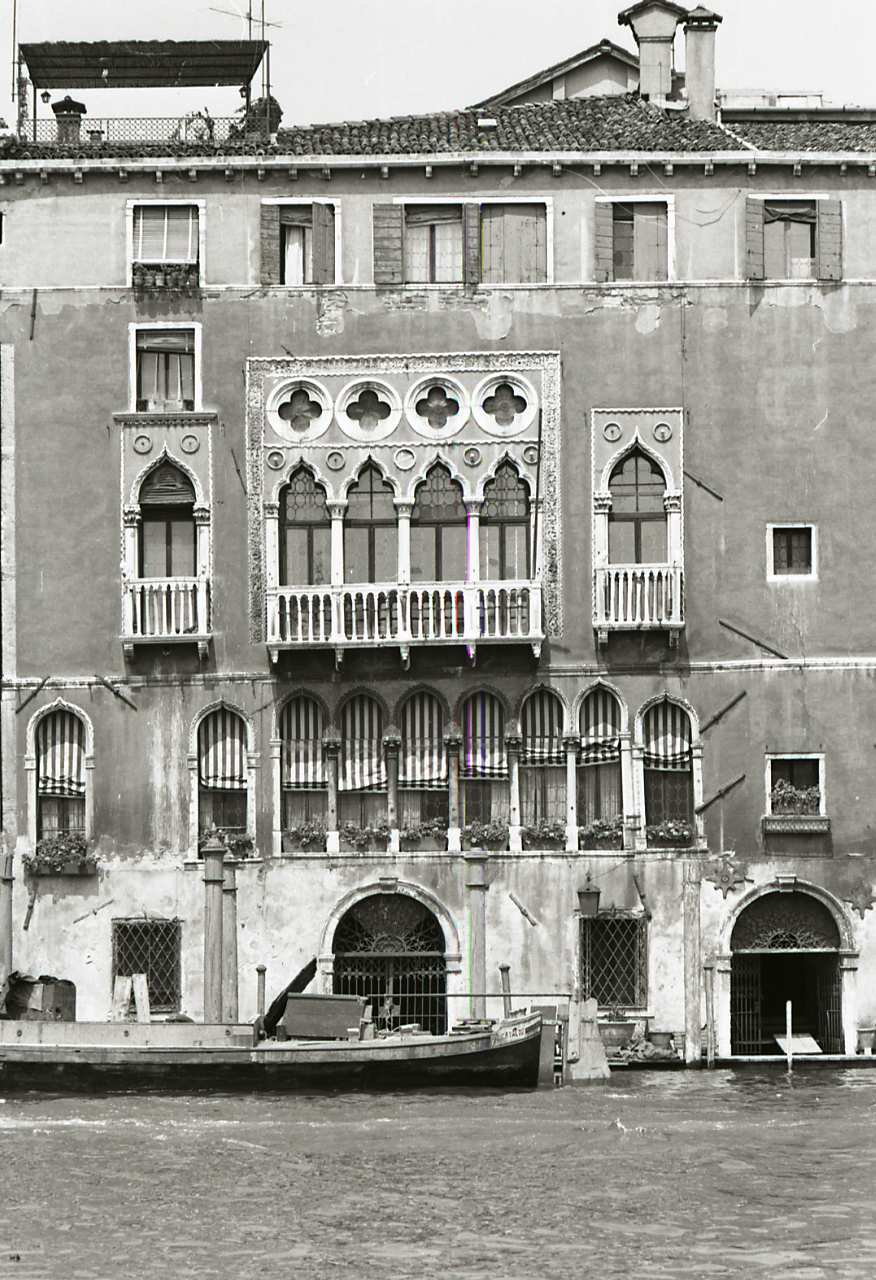
Detalle de la fachada. Foto de Paolo Monti, 1968
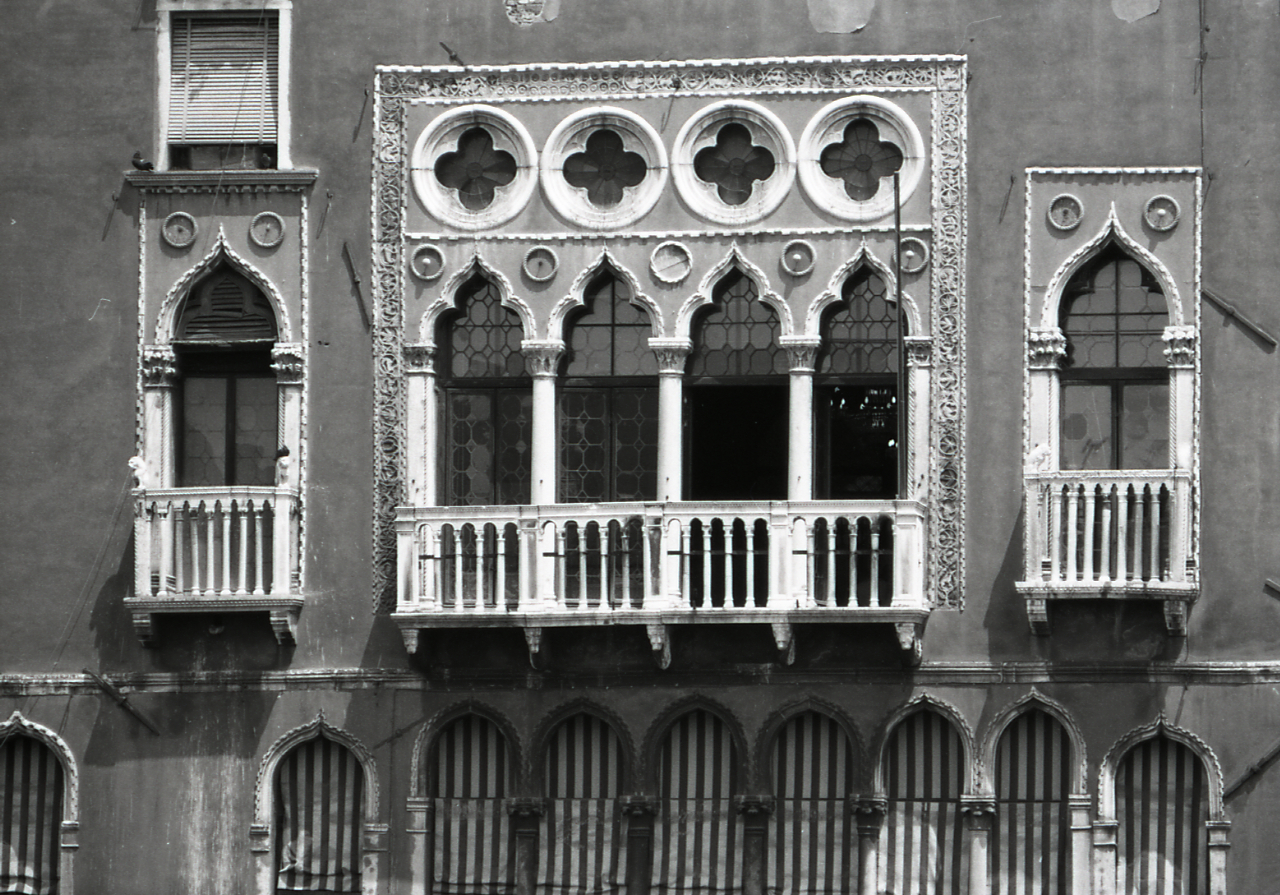
Detalle de la cuadrífora. Foto de Paolo Monti.
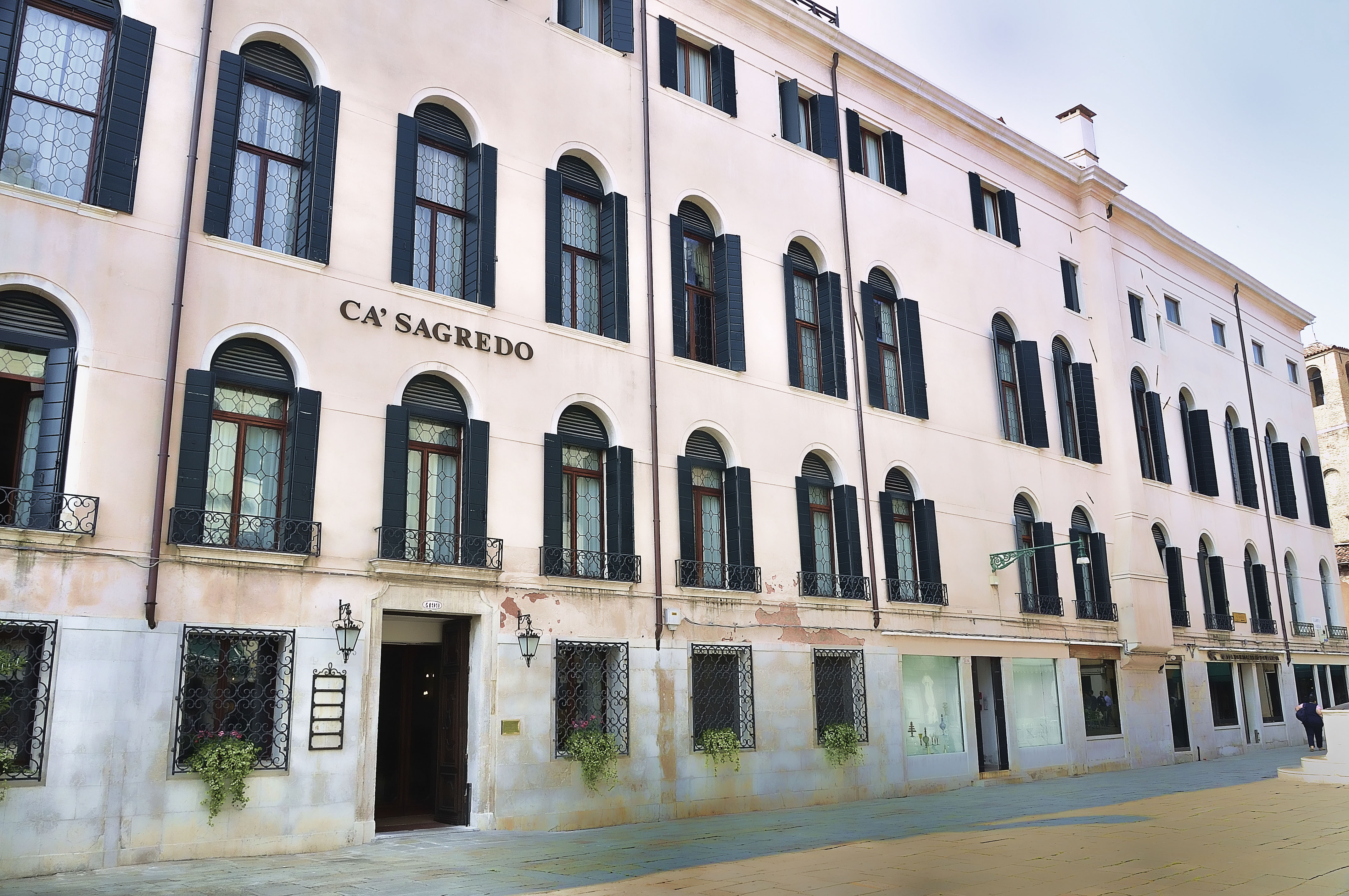
Fachada lateral

### Interior
Los Sagredo fueron coleccionistas de arte y grandes amantes de Venecia y su hogar sigue siendo un espléndido testimonio de ello en la actualidad. El patrimonio artístico de este palacio veneciano incluye algunas pinturas espectaculares de numerosos artistas famosos de los siglos XVII y XVIII ( Niccolò Bambini, Giambattista Tiepolo, Sebastiano Ricci, Pietro Longhi ), que constituyen un raro ejemplo de resistencia al paso del tiempo.
Además de las pinturas y los frescos, las paredes y las bóvedas de las salas y salas del piso principal están magistralmente decoradas con ricos estucos de dos famosos artistas de Lugano que trabajaron para la República de Venecia a principios del siglo XVIII: Abbondio Stazio y Carpóforo Mazzetti Tencalla . En el casino de la cuarta planta, originalmente destinado como lugar de reunión y entretenimiento del Conde Sagredo, se puede admirar la excepcional calidad de los estucos, realizados en diferentes niveles de relieve y coloreados con suaves tonos casi pastel: son el ejemplo más notable existente en Venecia.

## Exhibición
El estuco del techo y las paredes, las decoraciones de mármol y vidrio y los muebles de un dormitorio del Palacio, c. 1718, se encuentra en exhibición en el Museo Metropolitano de Arte de Nueva York.

## Galería

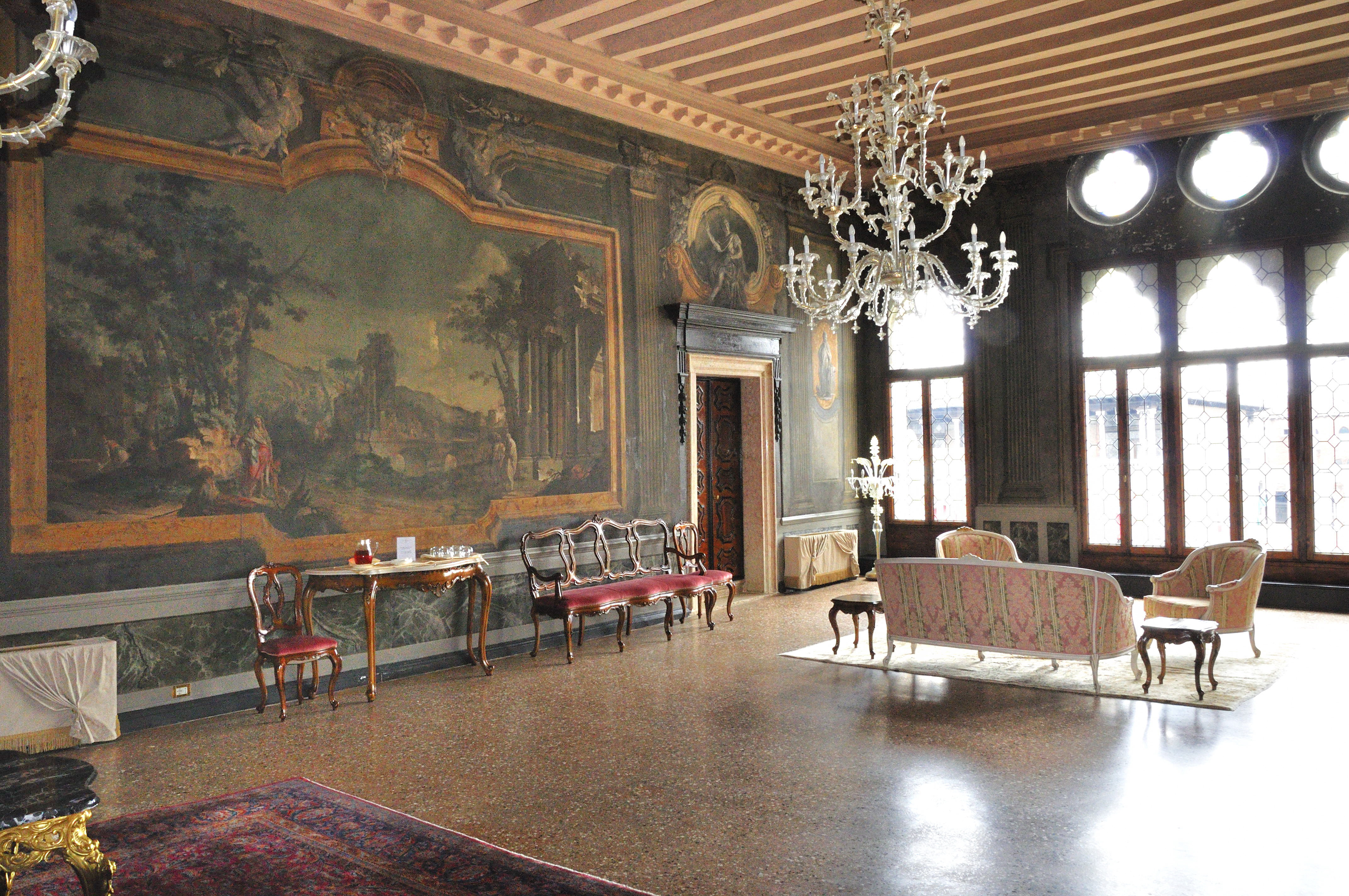
Pasillo de recepción
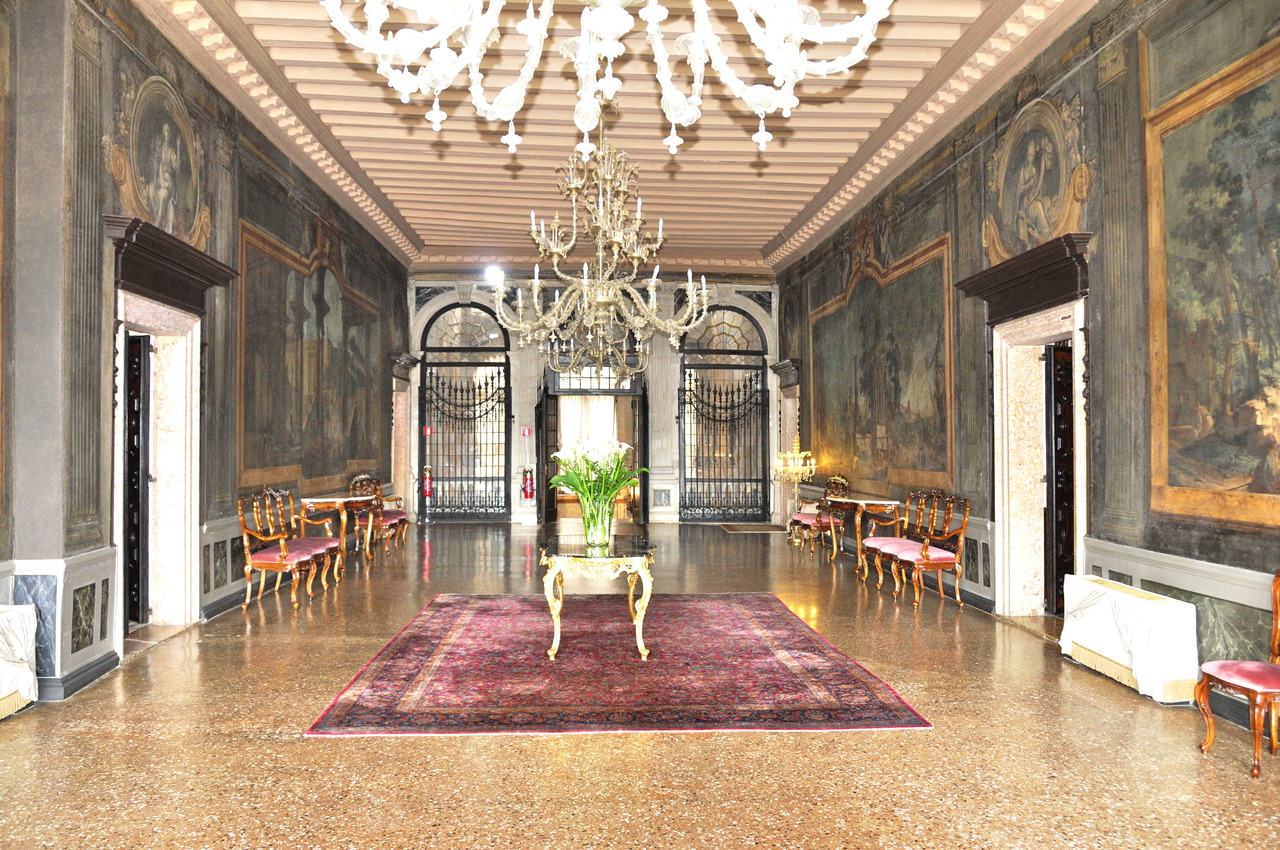
Pasillo de recepción
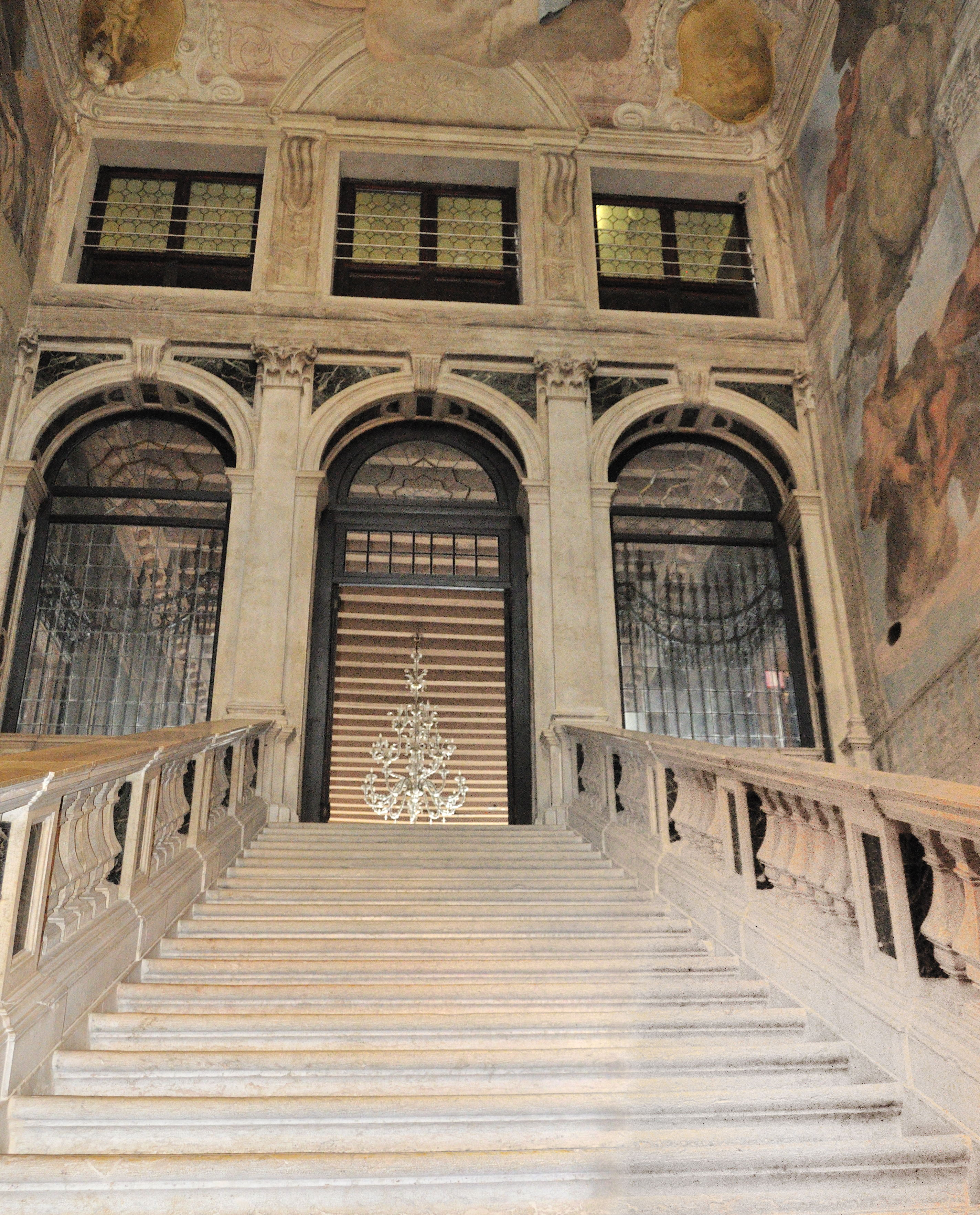
Escalera de Tirali
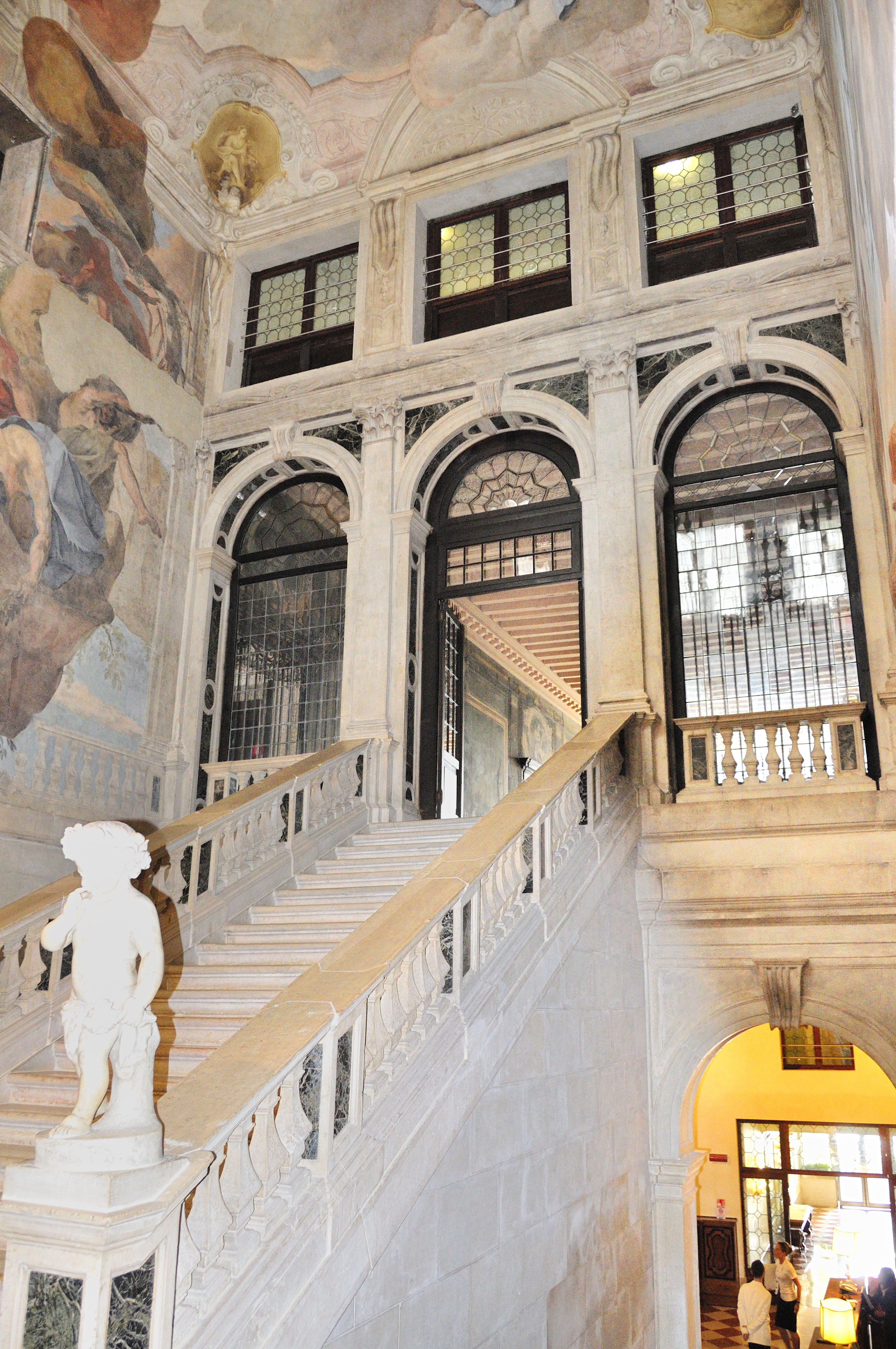
Escalera de Tirali